# Осуве
Осуве (пол. Osówie) — село в Польщі, у гміні Баб'як Кольського повіту Великопольського воєводства.
Населення — 99 осіб (2011).
У 1975-1998 роках село належало до Конінського воєводства.

## Демографія
Демографічна структура станом на 31 березня 2011 року:
|          | Загалом | Допрацездатний вік | Працездатний вік | Постпрацездатний вік |
| -------- | ------- | ------------------ | ---------------- | -------------------- |
| Чоловіки | 59      | 11                 | 41               | 7                    |
| Жінки    | 40      | 7                  | 21               | 12                   |
| Разом    | 99      | 18                 | 62               | 19                   |